# Marco van Ginkel
Marco van Ginkel (Amersfoort, 1992. december 1. –) holland válogatott labdarúgó, a Vitesse játékosa.

## Pályafutása
Pályafutását a Vitesse-nél kezdte mindössze 7 évesen 1999-ben. 2010-ben debütált a Vitesse "nagy" csapatában. 2013-ban a Chelsea megvette 8 millió £-ért.

### Vitesse
2010. április 9-én debütált a Vitesse-nél. Nicky Hofs a 67. percben adott neki esélyt egy 4-1 vereségen a Waalwijk ellen.

### Chelsea
2013. július 3-án az angol Premier League-ben szereplő klub a Chelsea bejelentette, hogy megállapodást kötött a Vitesse-vel Van Ginkelért. 2013. július 5-én, Chelsea megerősítette, hogy Van Ginkel érkezik, a holland középpályással  ötéves  szerződést kötött a klub.